# قطعنامه ۲۰۷۸ شورای امنیت
قطعنامهٔ ۲۰۷۸ شورای امنیت سازمان ملل متحد سندی بین‌المللی دربارهٔ وضعیت در جمهوری دموکراتیک کنگو است. این قطعنامه طی نشست شورای امنیت سازمان ملل متحد در تاریخ ۲۸ نوامبر ۲۰۱۲ میلادی با ۱۵ رأی موافق، ۰ مخالف و ۰ ممتنع به تصویب رسید.